# مدرسة جديدة
المدرسة الجديدة من اللغة الإسبانية (Escuela Nueva) هي نموذج تعليمي يركز على الفهم أكثر من الحفظ وتطوير مهارات التعامل مع الآخرين. نشأت في كولومبيا.